# Britta Arfvidsdotter
Britta Arfvidsdotter i Löpaskog, död 1619, var en kvinna som avrättades för häxeri och trolldom före det stora oväsendet. 
Den 7 maj 1616 ställdes Britta inför rätta anklagad för vidskepelse och trolldom; hon anklagades för att med hjälp av trolldom ha förorsakat Håkan Giertssons död.
Hon hade anlitats av Håkans familj för att bota honom från den sjukdom han lidit av en tid. I stället hade hon gjort honom sängliggnade i ett helt år. Man hade kallat på henne igen och bett henne göra honom frisk, och hon hade mot betalning gett honom rådet att göra en käpp av al lika lång som han själv. Han hade då blivit frisk, men sedan insjuknat igen. Hon hade då kommit med tre stenkakor och en ostkaka och gett honom en bit av ostkakan. Han hade då dött efter ett halvårs depression, och på sin dödsbädd anklagat henne för sin död; han hade inte känt någon fientlighet mot henne, men sagt att hon måste anmälas för byns bästa.
Britta hade erkänt allt detta för kaplan Per Paunesson i Värnamo, som hade anmält henne. Hon tycks ha förts till Jönköping, där hon fick sitta häktad tills hennes rättegång togs upp igen 1618. Nu sköttes den av den ökända bödeln mäster Håkan, som hade skött häxprocessen mot Elin i Horsnäs 1611. År 1619 utsattes Britta för vattenprovet av Håkan i Jönköping och misslyckades. Hon utsattes sedan för tortyr. Informationen är bristfällig, men det verkar som om hon erkände under tortyr, för hon tycks ha dömts till döden. Det finns inga uppgifter om när och med vilken metod hon avrättades.